# Gru di capone

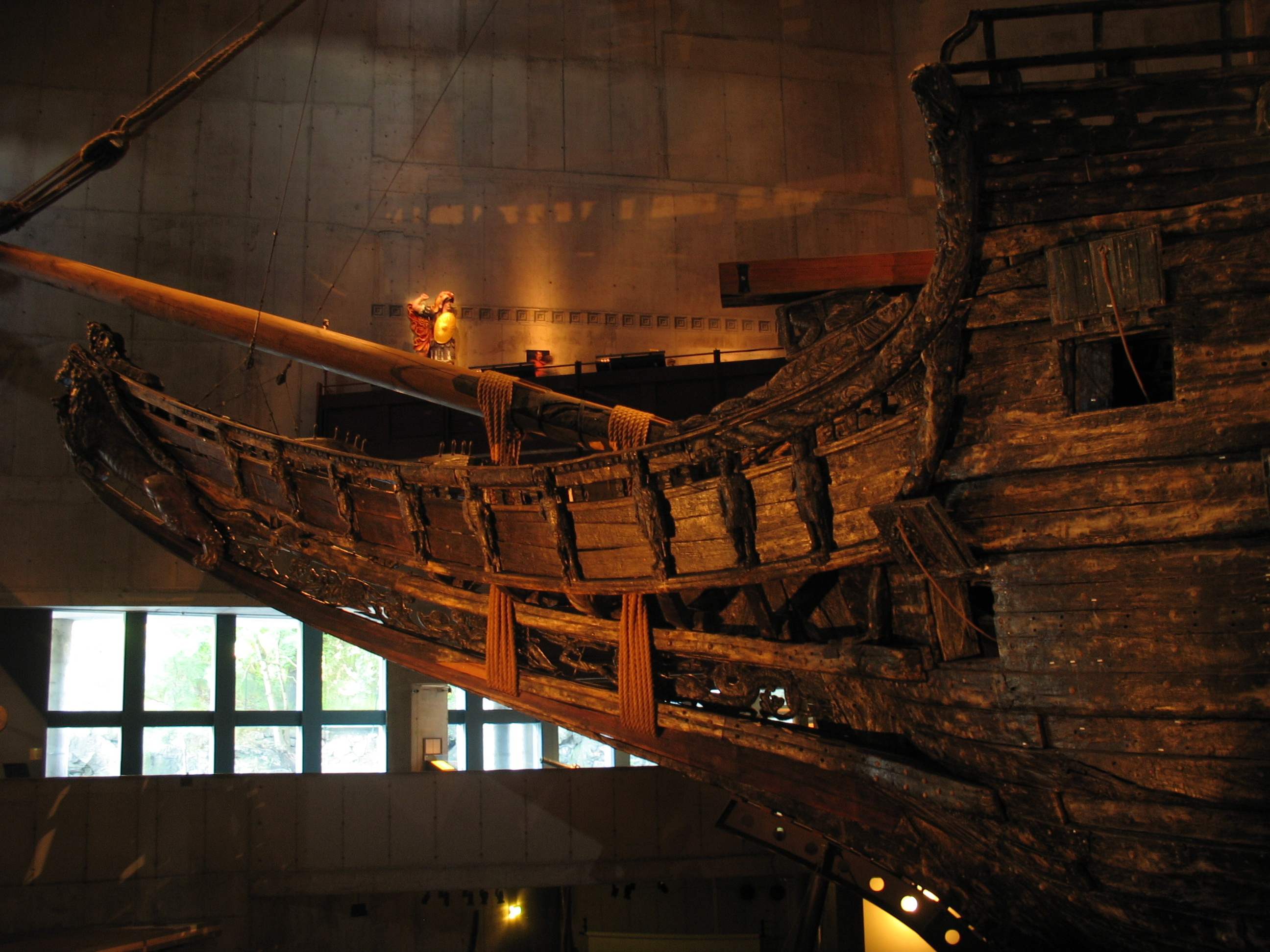
La nave Vasa, del XVII secolo, con la gru di capone visibile sulla fiancata sinistra.

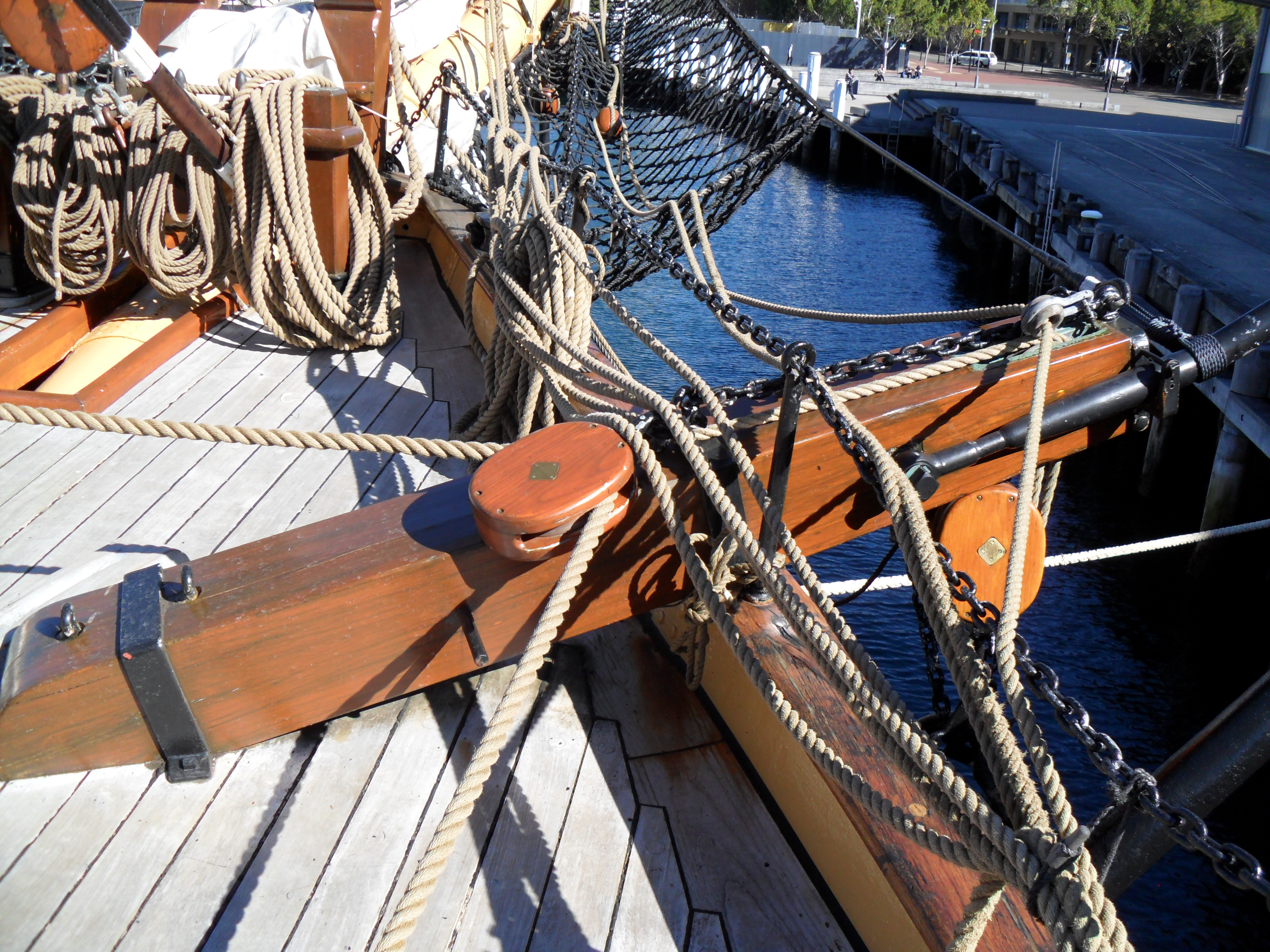
Esempio di gru di capone moderna

La gru di capone o grua di capone è una grande trave di legno situata sulle fiancate della prua di una nave, e inclinata in avanti a circa 45 gradi. Viene utilizzata per sostenere l'ancora quando viene calata o sollevata tramite il capone, e per portarla nel suo alloggiamento una volta sospesa al di fuori della nave. È corredata di una carrucola sulla punta esterna, e l'estremità interna (che è chiamata tifa) si inserisce nel suo alloggiamento. Lo scopo della gru di capone è quello di fornire una trave abbastanza pesante per sostenere il peso dell'ancora, e di tenere l'ancora, di metallo, lontana dalle murate di legno della nave per evitare danni.

Nella pratica comune storica, l'estremità sporgente della trave era scolpita per assomigliare al volto di un leone o di un gatto. Il nome inglese della trave infatti è cathead ("testa di gatto"). Non si sa se tale intaglio era dovuto al nome già esistente della trave o se la trave venne così chiamata a causa della pratica di tale scultura. L'origine del termine cathead è oscura, ma risale almeno al XVII secolo ed è utilizzato da Mainwaring e Boteler nei loro dizionari. Robert Charles Leslie in Old Sea Wings, Ways and Words in the Days of Oak and Hemp (1890), a pagina 154, scrive: